# Lackporlinge
Die Lackporlinge (Ganoderma) sind eine Pilzgattung aus der Familie Lackporlingsverwandten (Ganodermataceae). Es sind holzbewohnende und holzzersetzende Porenpilze, die als Saprobionten oder Parasiten in und auf dem Wurzel- und Stammfußbereich von Nadel- und Laubbäumen leben und im befallenen Holz eine Weißfäule erzeugen.
Der Name „Lack“porlinge bezieht sich auf die Oberseite des Huts des Glänzenden Lackporlings und verwandter Arten, die durch einen Überzug mit einer durchsichtigen, gelben bis rotbraunen Harzschicht lackglänzend sein kann. Dieses Merkmal besitzen aber nicht alle Gattungsvertreter.

## Merkmale
Lackporlinge haben je nach Art einjährige bis mehrjährige, korkige bis holzig harte konsolenförmige Fruchtkörper, die seitlich gestielt oder direkt ansitzend (ungestielt) sein können. Die Hutoberseite ist verschiedenfarbig mit hellgelben, gelben, roten, trübroten, rotbraunen, braunen, schwarzbraunen oder schwarzen Farbtönen. Oberseits ist sie überzogen mit einer massiven Kruste oder einem relativ dünnen Überzug, dieser kann dann durch eine Harzschicht glänzend sein. Sie ist unregelmäßig konzentrisch gefurcht und oft radial runzelig. Das Hymenophor ist in Aufsicht ocker gefärbt, immer ohne Zystiden. Die Poren sind relativ eng und rundlich. Bei Druck verfärbt die Porenschicht oft nach braun. Das Sporenpulver ist hellbraun, die Farbe ergibt sich durch die braun gefärbte innere Sporenwand. Die Sporen verfärben nicht in Melzers Reagenz.
Das Hyphensystem ist trimitisch, das heißt, neben den generativen Hyphen kommen zwei weitere Hyphentypen, die Bindehyphen und Skeletthyphen, vor. Die generativen Hyphen zeigen Schnallenbildung. Die Basidiosporen sind rundlich bis elliptisch oder eiförmig, dabei an den Enden etwas abgestutzt. Sie sind charakteristisch doppelwandig mit sehr dicken Wänden, die äußere Wand etwas genetzt, die innere glatt oder mit kleinen Stacheln besetzt (kurzstachelig bis warzig). Bei den europäischen Arten ist die innere Sporenwand immer warzig.

## Verbreitung
Die Lackporlinge sind beinahe weltweit verbreitet, mit einem Verbreitungsschwerpunkt in den Tropen.

## Arten
Die Gattung Ganoderma ist mit etwa 180 Arten (Stand 2018) die artenreichste Gattung der Porlinge. Dabei werden nach wie vor jedes Jahr neue Arten beschrieben. Hauptverantwortlich für den Artenreichtum ist die Ganoderma lucidum-Artengruppe. Da morphologische Merkmale hier meist keine klare Artabgrenzung mehr zulassen, beruhen viele neu beschriebene Arten vor allem auf genetischen Unterschieden von DNA-Markersequenzen.
Basierend auf morphologischen und ökologischen Kriterien werden in Europa sechs oder sieben Arten der Lackporlinge unterschieden, die auch verbreitet in Mitteleuropa vorkommen:
- Flacher Lackporling (Ganoderma applanatum)
- Glänzender Lackporling (Ganoderma lucidum)
- Kupferroter Lackporling (Ganoderma pfeifferi)
- Wulstiger Lackporling (Ganoderma adspersum, syn. Ganoderma australe sensu Ryvarden et Melo)
- Harziger Lackporling (Ganoderma resinaceum)
- Dunkler Lackporling (Ganoderma carnosum)

Die verbleibende europäische Art ist
- Walliser Lackporling (Ganoderma valesiacum). Die extrem selten gefundene Art kommt auf Lärchenholz, vor allem im Alpenraum vor. Die taxonomische Eigenständigkeit wird aber bezweifelt, möglicherweise ist es nur ein Synonym zu Ganoderma carnosum.[7]

## Taxonomie und Systematik
Die Gattung Ganoderma wurde 1881 durch den finnischen Mykologen Petter Adolf Karsten neu eingeführt. Typusart durch Monotypie war Boletus lucidus, nun Ganoderma lucidum, der Glänzende Lackporling. Diese Art war schon 1781 durch William Curtis nach Funden in London (England) erstbeschrieben worden. Spätere Mykologen ordneten ein Vielzahl weiterer Arten der Gattung zu. Insbesondere, seit Pilzarten mit genetischen Methoden untersucht werden, sind viele weitere Arten neu hinzugekommen. In der Datenbank Index Fungorum finden sich, zum Stichtag 1. Januar 2024, 494 Artnamen unter Ganoderma. Viele alte Namen beruhen aber auf knappen und missverständlichen Diagnosen, so dass heute niemand sagen kann, was damit gemeint war. Von den meisten Mykologen werden etwa 180 valide Arten anerkannt.
Über die Gliederung der Gattung besteht keine Einigkeit. Petter Adolf Karsten selbst beschrieb 1889 eine Gattung Elfvingia für die Arten mit matter, nicht lackglänzender Oberfläche des Pileum (Typusart Boletus applanatus, heute Ganoderma applanatum). Diese wurde von einigen Mykologen anerkannt, andere sehen darin eine Untergattung oder Sektion von Ganoderma, viele andere betrachten es als Artengruppe ohne taxonomischen Wert. Narcisse Théophile Patouillard unterschied 1889 Amauroderma für Arten mit eher runden Sporen, diese wurde von William Alphonso Murrill 1905 in den Gattungsrang erhoben, sie wird heute in der Regel als eigenständige Gattung anerkannt. Der japanische Mykologe Rokuya Imazeki führte 1939 für eine Reihe ostasiatischer Arten eine Untergattung Trachyderma ein (bei ihm im Gattungsrang). Der Name ist ein Homonym einer nicht verwandten, flechtenbildenden Pilzgattung, deshalb wurde der Ersatzname Trachydermella eingeführt. Trachydermella wird von einer Reihe Mykologen als eigene Gattung anerkannt, andere sehen darin ein Synonym zu Ganoderma (oder Elfvingia).
Traditionell wurde die Gattung in eine, damals sehr weit gefasste, Familie Polyporaceae, mit einbezogen. Marinus Anton Donk führte 1948 für sie eine neue Familie Ganodermataceae ein, Grund war vor allem die besondere Struktur der Sporen. Die Ganodermataceae wurden danach von einigen Mykologen anerkannt, andere hielten die Abspaltung zwar in der Sache für gerechtfertigt, hielten aber bis zu einer umfassenden Revision an der alten Familie Polyporaceae fest. Nach den ersten genetischen Analysen war Ganoderma recht nahe verwandt zu einer Reihe von Gattungen um deren Typusgattung Polyporus, wodurch der Verwandtschaftskreis bei der Aufstellung neuer Familien zunächst ausgespart wurde. Nach neueren Analysen mit weiteren Markersequenzen und besserer Taxonabdeckung hat sich die Anerkennung einer Familie Ganodermataceae durchgesetzt. Die Ganodermataceae umfassen demnach neben Ganoderma 13 andere Gattungen, die meisten in Ostasien.

## Traditionelle Bedeutung

### Bedeutung in der traditionellen chinesischen Medizin
In der traditionellen chinesischen Medizin besaßen Pilze der Gattung eine sehr große Bedeutung. Im von einem unbekannten Verfasser etwa 100 v. Chr. geschriebenen Shennong ben cao jing, dem legendären Urkaiser Shennong als Verfasser zugeschrieben, wurden 365 Heilkräuter und andere medizinisch verwendbare Substanzen aufgelistet. Lackporlinge werden darin als Lingzhi aufgenommen. Unterschieden werden nach der Farbe verschiedene Sorten, benannt Cizhi (rot und bitter), Qingzhi (blau und sauer), Huangzhi (gelb und süß), Baizhi (weiß und scharf), Heizhi (schwarz und salzig) und Zizhi (purpurn und süß), für die es jeweils verschiedene Anwendungen gab. So helfe Cizhi bei Verstopfung und Gedächtnisproblemen, Qingzhi bei Krankheiten der Leber und verbessere die Sehschärfe, Huangzhi bei Krankheiten des Herzens, der Milz und des Magens, Baizhi bei Lungenkrankheiten, Heizhi bei Nierenkrankheiten, Zizhi bei Arthritis und Schwerhörigkeit. Die Einteilung beruht auf der fünf-Elemente-Lehre der traditionellen chinesischen Medizin. Lingzhi gehörte zu den am höchsten geschätzten Heilmitteln überhaupt, da es keine Vergiftungen oder nachteiligen Wirkungen gebe. Vor allem aber könnten alle sechs Formen von Lingzhi allgemein die Gesundheit verbessern und das Leben verlängern. Im Bencao Gangmu des Li Shizhen (1518–1593) wird auf die traditionelle lebensverlängernde Wirkung verwiesen. Es findet sich aber auch erste Kritik der früheren legendärenÜberlieferung: so sei der Geschmack der verschiedenen Formen zwar schon verschieden, das hinge aber nicht von deren Farbe ab. In dem im Jahr 918 verfassten Heilkräuter-Wörterbuch Honzō Wamyō wird der Pilz erstmals in Japan unter dem Namen Reishi erwähnt, vermutlich zurückgehend auf die älteren chinesischen Quellen.
Entsprechend der großen zugeschriebenen Bedeutung taucht der Pilz ebenso früh in Werken der Kunst und Literatur auf. Im Shanhaijing („Klassiker der Berge und Meere“) verwandelt sich Yaoji, Tochter des legendären Yan-Kaisers, nach einer Liebesaffäre mit einem Gott zu Xiancao, was später, etwa von den taoistischen Gelehrten, mit Lingzhi gleichgesetzt wurde. in der legendenhaften Erzählung Bai She Zhuan bricht dessen Heldin allein zum Berg Emei Shan auf, um das himmlische Kraut Lingzhi zu stehlen und so ihren Ehemann zu retten. Über konfuzianische Werke ist Lingzhi, oft gleichgesetzt Ruyi, als allgemeines Symbol für Glück in die Symbolik eingegangen.
Besondere Bedeutung erlangte der Pilz Lingzhi bei den taoistischen Gelehrten, die besessen auf der Suche nach der Unsterblichkeit waren. Ge Hong in seinem Werk Bao Pu Zi und viele ihm Folgende betrachteten Lingzhi als bestes unter den zahlreichen aufgelisteten möglichen Mitteln, Unsterblichkeit zu erlangen. Was die allgemeine Anwendung verhinderte, war die extreme Seltenheit. Es sei schlicht unmöglich, sich mit ausreichend Lingzhi zu versorgen.
Was genau unter den zahlreichen Namen in den alten Schriften in heutiger wissenschaftlicher Nomenklatur gemeint ist, ist naturgemäß schwierig herauszufinden. Aufgrund der alten Abbildungen und der nie abgerissenen Traditionen in der volksmedizinischen Verwendung wird aber Lingzhi heute mit einem Pilz aus der Verwandtschaft des Glänzenden Lackporlings gleichgesetzt. Lange Zeit als eine Art aufgefasst, wurde er in den vergangenen Jahrzehnten in eine Vielzahl ähnlicher, nahe verwandter Arten aufgesplittet. Dabei hat sich gezeigt, dass der üblicherweise verwendete und auch kultivierte Pilz in China nicht identisch zu dem europäischen Ganoderma lucidum ist. Da auch andere Arten der Gattung medizinische Wirkung haben, ist eine zu präzise Zuordnung nicht ratsam. Die heute als Lingzhi verwendete Art wird, je nach Autoren, Ganoderma sichuanense oder Ganoderma lingzhi genannt.

## Namen
Der wissenschaftliche Name der Gattung ist von den griechischen Begriffen gános: Glanz und dérma: Haut abgeleitet und nimmt wie der deutsche Name auf die lackartig glänzende Oberfläche einiger Arten Bezug.